# 備忘録
備忘録（びぼうろく）は、記憶すべき事柄を簡単にメモするための個人的な雑記帳である。忘備録（ぼうびろく）という誤記も一部で見られる。

## 歴史資料としての備忘録
歴史資料としての備忘録は、通常古文書に含めない。古文書は、特定の人物にあてた文書を指すからである。ただし、歴史記録（古記録）ないし文献資料であることは間違いなく、重要な史料となることも多い。

## 武術における備忘録
武術に於いての備忘録は、その流儀の門人が過去に学んだ形の手順・口伝・秘伝とされることを記載している（実際、記載している）ことが多く、後年の門人がそれのおかげで失伝しなかった例は多い。言うなれば「非公式な伝書」とも言える。

## その他
パナソニックのICレコーダーには備忘録と名付けられたICレコーダーがある。手軽に扱えるモデルであり、簡単にメモする様に録音出来る為名付けられたと思われる。